# Суворовская улица (Москва)
Суво́ровская у́лица — улица в Восточном административном округе города Москвы на территории района Преображенское.

## Происхождение названия
Существуют две версии происхождения названия. Согласно наиболее распространённой версии, оно происходит от фамилии домовладелицы 1793 года премьер-майорши Суворовой (по одним данным — Анны Ивановны, по другим — Анны Васильевны). Однако, по сведениям других исследователей (в частности, А. В. Бугрова) название «Суворова улица» встречается уже за полвека до этого — в частности, в актовых книгах 1745 года. Таким образом, название улицы, вероятно, восходит к Ивану Григорьевичу Суворову (1670—1715) — генеральному писарю Преображенского и Семёновского полков (деду генералиссимуса Александра Васильевича Суворова), чей двор находился в этих местах. В любом случае, название улицы не связано с полководцем Александром Суворовым.

## Описание
Начинается как продолжение небольшого тупикового Фигурного переулка в месте примыкания к нему 1-го Электрозаводского переулка и проходит на север, слева к ней примыкает 2-й Электрозаводский, справа — 1-й Суворовский, затем Палочный переулок, за которым улица выходит на Преображенскую площадь. Проходит параллельно улице Буженинова (с запада) и улице Девятая Рота (с востока). Нумерация домов начинается от Фигурного переулка.

## Примечательные здания и сооружения
Всего: 42 дома.
По нечётной стороне:
- Дом 25 — Отдел внутренних дел района Преображенское;
- Дом 27 — Литературное агентство «Прест»[5];
- Дом 35 — Всероссийский центр контактной коррекции зрения при Институте глазных болезней им. Г. Гельмгольца; журнал «Вестник оптометрии»;

По чётной стороне:
- Дом 2/1 — жилой дом. Здесь жил философ Наль Злобин[6]. В здании расположено отделение связи № 107023 ММП-1 (старая нумерация — Б-23);
- Дом 2/1, корпус 4 — Московский Гештальт Институт[7], вход с улицы Девятая Рота;
- Дом 6 — Московский завод «Звезда» (недоступная ссылка)[8], филиал;
- Дом 6, строение 1 — Торговый дом Лавина (недоступная ссылка)[9];
- Дом 18 — Управления департамента жилищной политики и жилищного фонда г. Москвы: ВАО, районы Метрогородок, Сокольники, Богородское, Измайлово, Гольяново, Ивановское.

## Транспорт

### Наземный транспорт
По улице не проходят маршруты общественного транспорта, ближайшие остановки расположены на Электрозаводской улице (автобусы) и на Преображенском валу (трамваи).

### Ближайшие станции метро
- «Преображенская площадь» — в сторону «Преображенской площади».
- «Семёновская» — в сторону Фигурного переулка.
- «Электрозаводская» (радиальная) и «Электрозаводская» (кольцевая) — в сторону Фигурного переулка.

### Железнодорожный транспорт
- Платформа «Электрозаводская» Казанского направления МЖД.